# Kimzeyita
La Kimzeyita es un mineral de la clase de los silicatos, que pertenece al grupo de los granates. Fue descubierta en 1961 en la cantera de calcita Kimzey, Arkansas, en Estados Unidos; de la que recibe su nombre.

## Características
La kerimasita es un nesosilicato de fórmula química Ca3Zr2(SiAl2)O12. Cristaliza en el sistema isométrico en dodecaedros modificados por trapezoedros de hasta 5 mm. Es de color marrón oscuro y su dureza en la escala de Mohs es 7.
Según la clasificación de Nickel-Strunz, la morimotoíta pertenece a "9.AD - nesosilicatos sin aniones adicionales; cationes en [6] y/o mayor coordinación" junto con los siguientes minerales: larnita, calcio-olivina, merwinita, bredigita, andradita, almandina, calderita, goldmanita, grosularia, henritermierita, hibschita, hidroandradita, katoíta, Kerimasita, knorringita, majorita, morimotoíta, schorlomita, spessartina, uvarovita, wadalita, holtstamita, toturita, momoiíta, eltyubyuíta, coffinita, hafnón, torita, thorogummita, zircón, stetindita, huttonita, tombarthita-(Y), eulitina y reidita.

## Yacimientos
La kimzeyita ha sido hallada en el valle del Radau, Baja Sajonia, Alemania; Barreiro, Minas Gerais, Brasil; bahía Ailik, Terranova y Labrador, y Ablovia fjord y Oka, Quebec, Canadá; diferentes sitio del Condado de Hot Spring, Arkansas, Estados Unidos; en Estrómboli, Sicilia y en el lago de Bracciano, Lacio, Italia; Flekkeren, Telemark, Noruega; caldera volcánica Chegem, Cáucaso Norte y valle del río Vilyui, Siberia del Este, Rusia; Timrå y Sundsvall, Medelpad, Suecia; y en el volcán Kerimasi, Arusha, Tanzania.
Las muestras encontradas en la cueva Magnet estaban asociadas con otros minerales como: apatita, calcita, monticellita, magnetita, perovskita, anhidrita, vesuvianita, biotita y pirita.